# Crainville
Crainville es una villa ubicada en el condado de Williamson en el estado estadounidense de Illinois. En el Censo de 2010 tenía una población de 1254 habitantes y una densidad poblacional de 302,61 personas por km².

## Geografía
Crainville se encuentra ubicada en las coordenadas 37°45′15″N 89°3′32″O / 37.75417, -89.05889. Según la Oficina del Censo de los Estados Unidos, Crainville tiene una superficie total de 4.14 km², de la cual 4.13 km² corresponden a tierra firme y (0.44%) 0.02 km² es agua.

## Demografía
Según el censo de 2010, había 1254 personas residiendo en Crainville. La densidad de población era de 302,61 hab./km². De los 1254 habitantes, Crainville estaba compuesto por el 95.22% blancos, el 1.91% eran afroamericanos, el 0.08% eran amerindios, el 1.28% eran asiáticos, el 0% eran isleños del Pacífico, el 0.08% eran de otras razas y el 1.44% pertenecían a dos o más razas. Del total de la población el 1.28% eran hispanos o latinos de cualquier raza.